# Тресино
Тресино (грч. Όρμα, Орма) је насељено место у општини Меглен у периферији Средишња Македонија, Грчка. Према попису из 2021. године било је 532 становника.
Према бугарском географу и историчару, Василу Канчову, у Тресину је 1900. године живело 450 Словена хришћана и 250 Словена муслимана. Део мештана је током 18. века због притиска и веће сигурности за живот прешао на ислам. Године 1924. муслиманско становништво је принудно исељено у Турску а на њихово место су насељене грчке избегличке породице из Турске, укупно 205 особа. На попису из 1940. године Тресино је имало 1.534 становника, од чега 1.316 Словена и 218 Грка. У Тресину је априла 1944. године формиран Струмичко-ђевђелијски партизански одред. За време Грчког грађанског рата село је доста страдало, део становништва је био принуђен да се исели у СР Македонију и неке источноевропске земље.